# Rupes Kelvin

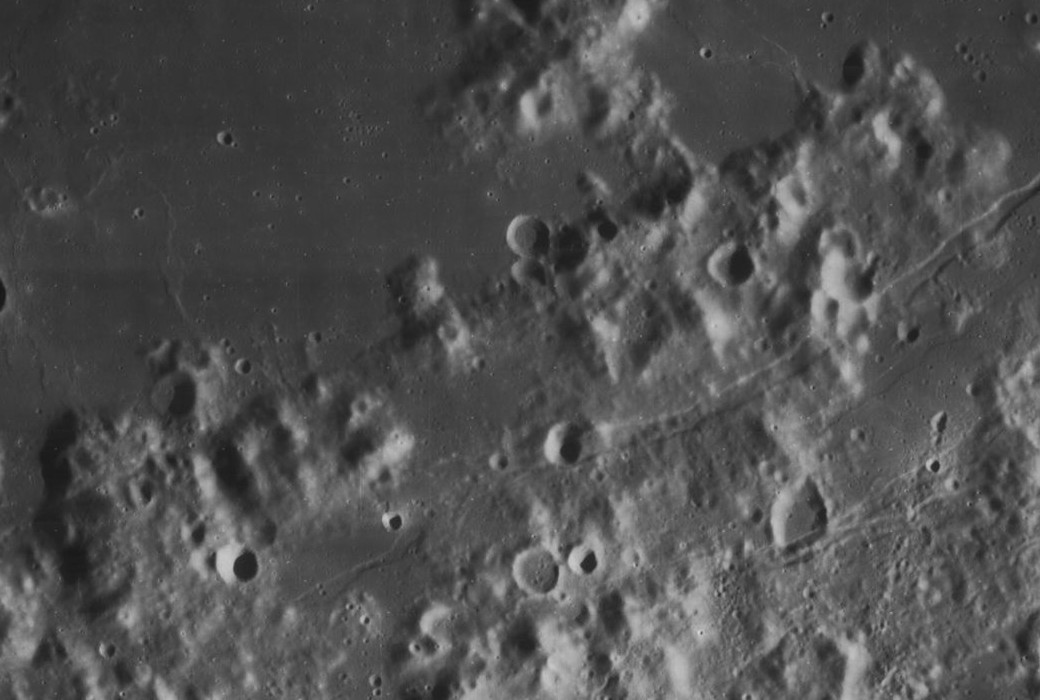
Zlom Rupes Kelvin (šikmá čára zhruba uprostřed fotografie). Mys Promontorium Kelvin je v horní části fotografie přibližně uprostřed.

Rupes Kelvin je měsíční zlom táhnoucí se poblíž mysu Promontorium Kelvin (podle něhož získal své jméno) na jihovýchodním okraji Mare Humorum (Moře vláhy) na přivrácené straně Měsíce. Rupes Kelvin měří cca 150 km. Jeho střední selenografické souřadnice jsou 28,0° J, 33,2° Z.
Poblíž zlomu se nachází mohutná soustava měsíčních brázd Rimae Hippalus.